# Roci Schiemann
Roci Schiemann (* 23. Januar 1965) ist ein ehemaliger deutscher Fußballspieler.

## Karriere
Die fußballerische Laufbahn des Stürmers ist eng mit der BSG Fortschritt Bischofswerda, deren Oberligarekordtorschütze Schiemann ist, verbunden und begann im Männerbereich Anfang der 1980er-Jahre. In der Saison 1981/82 wurde er erstmals in der 1. Mannschaft der Schiebocker eingesetzt. Mit der BSG aus der Stadt am westlichen Rand der sächsischen Oberlausitz gelang Schieman 1985/86 durch den Staffelsieg in der Liga der Aufstieg ins Fußball-Oberhaus der DDR. Mit 18 Treffern hatte der Offensivakteur als zweitbester Torschütze der Staffel B und erfolgreichster Angreifer seiner Mannschaft großen Anteil am 1. Platz. In der folgenden Spielzeit konnten die Bischofswerdaer den Abstieg aus der Oberliga nicht verhindern. Schiemann war mit sechs Toren der treffsicherste Spieler seines Teams. Nach einem 5. Platz 1987/88 gelang der BSG Fortschritt 1988/89 erneut die Qualifikation für die Oberliga. Parallel dazu sicherte sich der Stürmer mit 20 Treffern den Titel des Torschützenkönigs in der Staffel B. Wie bereits 1986/87 blieb den Bischofswerdaern auch in der Wendesaison nur der 14. und letzte Rang. Schiemann war nur in den letzten sechs Partien eingesetzt worden, in denen er seine Oberligatreffer sieben und acht erzielte. In der letzten eigenständigen ostdeutschen Spielzeit konnte sich der im Mai 1991 in Bischofswerdaer FV 08 umbenannte Verein als Viertplatzierter der Staffel A für die dreiteilige und ab 1991/92 als dritthöchste Spielklasse etablierte NOFV-Amateur-Oberliga auf dem Gebiet der früheren DDR qualifizieren.